# Славица Вучетић
Славица Вучетић (Нови Сад, 2. децембар 1982) српска је глумица.

## Биографија[1]
Славица Вучетић рођена је 2. децембра 1982. године у Новом Саду. Дипломирала је глуму 2006. године на Академији уметности у Новом Саду у класи професорке Виде Огњеновић и професора Љубослава Мајере.
Завршила је мастер студије на УНЕСКО Катедри за културну политику и менаџмент у култури, Универзитет уметности у Београду. Хонорарно је сарађивала са Позориштем младих од 2005. године, да би 2007. постала стални члан ансамбла. Сарађивала и на представама Српског народног позоришта, Брод театра, СКЦ-а. У периоду од 2007. до 2008. године синхронизовала је цртане филмове у студију Суперсоник за телевизију Минимакс.

## Филмографија
| Год.       | Назив           | Улога            |
| ---------- | --------------- | ---------------- |
| 2009.      | Шесто чуло      | Исидора          |
| 2012-2013. | Јагодићи        | Клара Хајрачек   |
| 2018.      | Ургентни центар | Ружица Обрадовић |

## Улоге у синхронизацијама
Бавила се синхронизацијом цртаних филмова у периоду од 2007. до 2008. године за студио Суперсоник.
| Година | Цртани филм                 | Улога             |
| ------ | --------------------------- | ----------------- |
| 2007.  | Изгубљени свет              | Сви женски ликови |
| 2008.  | Барби Мерипоза (Суперсоник) | Мерипоза          |

итд.

## Награде
- Награда ”Милена Саџак” за најбољег младог глумца на Фестивалу луткарских позоришта Србије у Земуну (2005)
- Добитник награде ”Предраг Томановић” за најбољег дипломираног студента глуме са Академије уметности у Новом Саду (2006)
- Повеља за запажену женску улогу у домаћој серији за улогу Кларе у ТВ серији Јагодићи, 3. Федис (2013)